# Sargis Karapetyan (calciatore 1990)
Sargis Kareni Karapetyan (in armeno Սարգիս Կարենի Կարապետյան?, in russo Саркис Каренович Карапетян?, Sarkis Karenovič Karapetjan; Erevan, 24 aprile 1990) è un ex calciatore armeno, di ruolo centrocampista.

## Carriera

### Club
Nel 2006 debutta con il Bananc'.

### Nazionale
Conta una presenza con la nazionale armena.